# 敘利亞-瑪拉巴禮天主教法里達巴德教區
敘利亞-瑪拉巴禮天主教法里達巴德教區 （拉丁語：Eparchia Faridabadensis Syrorum-Malabarensium）是東儀天主教在印度哈里亞納邦法里達巴德的一個教區（敘利亞－瑪拉巴禮）。
成立於2012年3月6日。範圍包括首都德里、哈里亞納邦、旁遮普邦、喜馬偕爾邦、查謨-克什米爾邦及北方邦一部。2012年有四十四名司鐸、廿三個堂區。現任教區主教為庫里亞科塞‧巴拉尼庫蘭加拉。